# Фатьянов, Алексей (легкоатлет)
Алексей Фатьянов (азерб. Aleksey Fatyanov, 14 июня 1969) — советский и азербайджанский легкоатлет, выступавший в тройном прыжке. Участник летних Олимпийских игр 1996 года, чемпион Азии 1993 года, бронзовый призёр чемпионата Азии 1995 года. 
После завершения личной спортивной карьеры — преподаватель физкультуры, тренер по лёгкой атлетике в колледже электроники и приборостроения в Санкт-Петербурге.

## Биография
Алексей Фатьянов родился 14 июня 1969 года.
После распада СССР представлял Азербайджан.
В 1993 году завоевал золотую медаль чемпионата Азии, проходившего в Маниле, показав в тройном прыжке результат 16,89 метра.
В 1995 году завоевал серебряную медаль чемпионата Азии, проходившего в Джакарте. Фатьянов с результатом 16,68 проиграл Чжэнь Цзычжи из Китая (16,78).
В 1996 году вошёл в состав сборной Азербайджана на летних Олимпийских играх в Атланте. В квалификации тройного прыжка показал результат 16,14, заняв 31-е место и уступив 59 сантиметров худшему из попавших в финал — Фрэнку Рутерфорду с Багамских Островов.

## Личные рекорды
- Тройной прыжок — 16,98 (2 июня 1991, Рига)[4]
- Тройной прыжок (в помещении) — 16,29 (10 марта 1995, Барселона)[4]